# Wielersport op de Olympische Zomerspelen 2012 – Omnium mannen
Op de Olympische Zomerspelen in 2012 werd het wieleronderdeel omnium voor mannen gehouden op 4 en 5 augustus in het London Velopark te Londen, Groot-Brittannië.

## Format
Bij het omnium moeten alle deelnemende renners zes verschillende onderdelen fietsen. Tijdens deze onderdelen worden er punten uitgedeeld, 1 punt voor de eerste en 18 punten voor de laatste. Degene die na alle zes de onderdelen de minste punten heeft gekregen is de winnaar van het omnium.

### Onderdelen
| Onderdeel                 | Afkorting | Afstand         | Uitleg |
| ------------------------- | --------- | --------------- | --- |
| Vliegende ronde           | FL        | 250 m (1 ronde) | Een rijder moet een ronde van 250 meter afleggen met een vliegende start. |
| Puntenkoers               | PR        | 30 km           | Alle renners moeten tegelijk op de baan en iedere 2 km zijn er punten te verdienen voor de eerste vier renners. Daarnaast zijn er 20 punten voor diegene die een ronde voorsprong pakt. Degene met de meeste punten aan het einde van de koers is de winnaar. |
| Afval koers               | ER        | 34 rondes       | Iedere twee rondes valt de laatste rijder af tot er een winnaar overblijft. |
| Individuele achtervolging | IP        | 4 km            | Twee rijders starten tegen over elkaar op de baan en rijden 4 kilometer tegen de klok. |
| Scratch                   | SR        | 15 km           | Een race over 15 kilometer, de eerste over de finish wint. |
| Tijdrit                   | TT        | 1 km            | Iedere renner rijdt 1 kilometer tegen de klok. |

## Eind uitslag
| Rang   | Naam                | Land |    | Onderdeel scores | Onderdeel scores | Onderdeel scores | Onderdeel scores | Onderdeel scores | Onderdeel scores |  | Totaal |
| Rang   | Naam                | Land | FL | PR               | ER               | IR               | SR               | TT               |                  |  | Totaal |
| ------ | ------------------- | ---- | -- | ---------------- | ---------------- | ---------------- | ---------------- | ---------------- | ---------------- |  | ------ |
| Goud   | Lasse Norman Hansen | DEN  |    | 4                | 2                | 12               | 1                | 6                | 2                |  | 27     |
| Zilver | Bryan Coquard       | FRA  | 5  | 4                | 1                | 12               | 3                | 4                | 29               |  |        |
| Brons  | Edward Clancy       | GBR  | 1  | 11               | 5                | 2                | 10               | 1                | 30               |  |        |
| 4      | Roger Kluge         | GER  | 11 | 1                | 7                | 5                | 4                | 5                | 33               |  |        |
| 5      | Glenn O'Shea        | AUS  | 3  | 8                | 3                | 3                | 14               | 3                | 34               |  |        |
| 6      | Elia Viviani        | ITA  | 6  | 5                | 2                | 7                | 5                | 9                | 34               |  |        |
| 7      | Shane Archbold      | NZL  | 2  | 15               | 6                | 6                | 13               | 6                | 48               |  |        |
| 8      | Zachary Bell        | CAN  | 7  | 13               | 10               | 8                | 1                | 10               | 49               |  |        |
| 9      | Eloy Teruel         | ESP  | 14 | 3                | 17               | 9                | 2                | 14               | 59               |  |        |
| 10     | Juan Esteban Arango | COL  | 8  | 17               | 13               | 4                | 11               | 7                | 60               |  |        |
| 11     | Hosung Cho          | KOR  | 12 | 10               | 9                | 13               | 8                | 8                | 60               |  |        |
| 12     | Bobby Lee           | USA  | 10 | 12               | 8                | 7                | 11               | 13               | 61               |  |        |
| 13     | Martyn Irvine       | IRL  | 9  | 6                | 15               | 14               | 9                | 11               | 64               |  |        |
| 14     | Walter Pérez        | ARG  | 17 | 7                | 4                | 15               | 12               | 17               | 72               |  |        |
| 15     | Gijs Van Hoecke     | BEL  | 13 | 9                | 18               | 10               | 15               | 12               | 77               |  |        |
| 16     | Ki Ho Choi          | HKG  | 15 | 14               | 11               | 17               | 17               | 15               | 89               |  |        |
| 17     | Carlos Linarez      | VEN  | 16 | 16               | 14               | 18               | 18               | 16               | 96               |  |        |
| 18     | Luis Mansilla       | CHI  | 18 | 18               | 16               | 18               | 16               | 18               | 104              |  |        |

## Onderdeel uitslagen

### Vliegende ronde
| Rang | Naam                | Land | Time   | Punten |
| ---- | ------------------- | ---- | ------ | ------ |
| 1    | Ed Clancy           | GBR  | 12.556 | 1      |
| 2    | Shane Archbold      | NZL  | 13.112 | 2      |
| 3    | Glenn O'Shea        | AUS  | 13.222 | 3      |
| 4    | Lasse Norman Hansen | DEN  | 13.236 | 4      |
| 5    | Bryan Coquard       | FRA  | 13.347 | 5      |
| 6    | Elia Viviani        | ITA  | 13.359 | 6      |
| 7    | Zachary Bell        | CAN  | 13.406 | 7      |
| 8    | Juan Esteban Arango | COL  | 13.469 | 8      |
| 9    | Martyn Irvine       | IRL  | 13.504 | 9      |
| 10   | Bobby Lea           | USA  | 13.559 | 10     |
| 11   | Roger Kluge         | GER  | 13.571 | 11     |
| 12   | Cho Ho-Sung         | KOR  | 13.614 | 12     |
| 13   | Gijs Van Hoecke     | BEL  | 13.633 | 13     |
| 14   | Eloy Teruel         | ESP  | 13.655 | 14     |
| 15   | Choi Ki Ho          | HKG  | 13.659 | 15     |
| 16   | Carlos Linarez      | VEN  | 13.863 | 16     |
| 17   | Walter Pérez        | ARG  | 14.036 | 17     |
| 18   | Luis Mansilla       | CHI  | 14.270 | 18     |

### Puntenkoers
| Rang | Naam                | Land | Rondes (+/-) | Verdiende punten | Punten |
| ---- | ------------------- | ---- | ------------ | ---------------- | ------ |
| 1    | Roger Kluge         | GER  | +3           | 79               | 1      |
| 2    | Lasse Norman Hansen | DEN  | +2           | 59               | 2      |
| 3    | Eloy Teruel         | ESP  | +2           | 55               | 3      |
| 4    | Bryan Coquard       | FRA  | +2           | 51               | 4      |
| 5    | Elia Viviani        | ITA  | +2           | 47               | 5      |
| 6    | Martyn Irvine       | IRL  | +2           | 47               | 6      |
| 7    | Walter Pérez        | ARG  | +1           | 26               | 7      |
| 8    | Glenn O'Shea        | AUS  | +1           | 25               | 8      |
| 9    | Gijs Van Hoecke     | BEL  | +1           | 23               | 9      |
| 10   | Cho Ho-Sung         | KOR  | +1           | 20               | 10     |
| 11   | Ed Clancy           | GBR  | 0            | 18               | 11     |
| 12   | Bobby Lea           | USA  | 0            | 8                | 12     |
| 13   | Zachary Bell        | CAN  | 0            | 4                | 13     |
| 14   | Shane Archbold      | NZL  | 0            | 3                | 14     |
| 15   | Choi Ki Ho          | HKG  | 0            | 3                | 15     |
| 16   | Carlos Linarez      | VEN  | −1           | −18              | 16     |
| 17   | Juan Esteban Arango | COL  | −1           | −18              | 17     |
| 18   | Luis Mansilla       | CHI  | −2           | −40              | 18     |

### Afvalkoers
| Rang | Naam                | Land | Punten |
| ---- | ------------------- | ---- | ------ |
| 1    | Bryan Coquard       | FRA  | 1      |
| 2    | Elia Viviani        | ITA  | 2      |
| 3    | Glenn O'Shea        | AUS  | 3      |
| 4    | Walter Pérez        | ARG  | 4      |
| 5    | Ed Clancy           | GBR  | 5      |
| 6    | Shane Archbold      | NZL  | 6      |
| 7    | Roger Kluge         | GER  | 7      |
| 8    | Bobby Lea           | USA  | 8      |
| 9    | Cho Ho-Sung         | KOR  | 9      |
| 10   | Zachary Bell        | CAN  | 10     |
| 11   | Choi Ki Ho          | HKG  | 11     |
| 12   | Lasse Norman Hansen | DEN  | 12     |
| 13   | Juan Esteban Arango | COL  | 13     |
| 14   | Carlos Linarez      | VEN  | 14     |
| 15   | Martyn Irvine       | IRL  | 15     |
| 16   | Luis Mansilla       | CHI  | 16     |
| 17   | Eloy Teruel         | ESP  | 17     |
| 18   | Gijs Van Hoecke     | BEL  | 18     |

### Individuele achtervolging
| Rang | Naam                | Land | Tijd     | Punten |
| ---- | ------------------- | ---- | -------- | ------ |
| 1    | Lasse Norman Hansen | DEN  | 4:20.674 | 1      |
| 2    | Ed Clancy           | GBR  | 4:20.853 | 2      |
| 3    | Glenn O'Shea        | AUS  | 4:24.811 | 3      |
| 4    | Juan Esteban Arango | COL  | 4:25.477 | 4      |
| 5    | Roger Kluge         | GER  | 4:25.554 | 5      |
| 6    | Shane Archbold      | NZL  | 4:26.581 | 6      |
| 7    | Elia Viviani        | ITA  | 4:28.499 | 7      |
| 8    | Zachary Bell        | CAN  | 4:29.411 | 8      |
| 9    | Eloy Teruel         | ESP  | 4:29.874 | 9      |
| 10   | Gijs Van Hoecke     | BEL  | 4:29.992 | 10     |
| 11   | Bobby Lea           | USA  | 4:30.127 | 11     |
| 12   | Bryan Coquard       | FRA  | 4:30.780 | 12     |
| 13   | Cho Ho-Sung         | KOR  | 4:32.382 | 13     |
| 14   | Martyn Irvine       | IRL  | 4:32.948 | 14     |
| 15   | Walter Pérez        | ARG  | 4:33.532 | 15     |
| 16   | Carlos Linarez      | VEN  | 4:36.477 | 16     |
| 17   | Choi Ki Ho          | HKG  | 4:38.707 | 17     |
| 18   | Luis Mansilla       | CHI  | 4:53.230 | 18     |

### Scratch
| Rang | Naam                | Land | Achterstand | Punten |
| ---- | ------------------- | ---- | ----------- | ------ |
| 1    | Zachary Bell        | CAN  | 0           | 1      |
| 2    | Eloy Teruel         | ESP  | 0           | 2      |
| 3    | Bryan Coquard       | FRA  | 0           | 3      |
| 4    | Roger Kluge         | GER  | 0           | 4      |
| 5    | Elia Viviani        | ITA  | 0           | 5      |
| 6    | Lasse Norman Hansen | DEN  | 0           | 6      |
| 7    | Bobby Lea           | USA  | 0           | 7      |
| 8    | Cho Ho-Sung         | KOR  | 0           | 8      |
| 9    | Martyn Irvine       | IRL  | 0           | 9      |
| 10   | Ed Clancy           | GBR  | −1          | 10     |
| 11   | Juan Esteban Arango | COL  | −1          | 11     |
| 12   | Walter Pérez        | ARG  | −1          | 12     |
| 13   | Shane Archbold      | NZL  | −1          | 13     |
| 14   | Glenn O'Shea        | AUS  | −1          | 14     |
| 15   | Gijs Van Hoecke     | BEL  | −1          | 15     |
| 16   | Luis Mansilla       | CHI  | −1          | 16     |
| 17   | Choi Ki Ho          | HKG  | −1          | 17     |
| 18   | Carlos Linarez      | VEN  | −1          | 18     |

### Tijdrit
| Rang | Naam                | Land | Tijd     | Punten |
| ---- | ------------------- | ---- | -------- | ------ |
| 1    | Ed Clancy           | GBR  | 1:00.981 | 1      |
| 2    | Lasse Norman Hansen | DEN  | 1:02.314 | 2      |
| 3    | Glenn O'Shea        | AUS  | 1:02.513 | 3      |
| 4    | Bryan Coquard       | FRA  | 1:03.078 | 4      |
| 5    | Roger Kluge         | GER  | 1:03.144 | 5      |
| 6    | Shane Archbold      | NZL  | 1:03.290 | 6      |
| 7    | Juan Esteban Arango | COL  | 1:03.793 | 7      |
| 8    | Cho Ho-Sung         | KOR  | 1:04.150 | 8      |
| 9    | Elia Viviani        | ITA  | 1:04.239 | 9      |
| 10   | Zachary Bell        | CAN  | 1:04.328 | 10     |
| 11   | Martyn Irvine       | IRL  | 1:04.558 | 11     |
| 12   | Gijs Van Hoecke     | BEL  | 1:04.748 | 12     |
| 13   | Bobby Lea           | USA  | 1:04.853 | 13     |
| 14   | Eloy Teruel         | ESP  | 1:05.463 | 14     |
| 15   | Choi Ki Ho          | HKG  | 1:06.071 | 15     |
| 16   | Carlos Linarez      | VEN  | 1:06.773 | 16     |
| 17   | Walter Pérez        | ARG  | 1:07.523 | 17     |
| 18   | Luis Mansilla       | CHI  | 1:08.517 | 18     |

2012: Lasse Norman Hansen ·
2016: Elia Viviani  ·
2020: Matthew Walls ·
2024: Benjamin Thomas